# Großer Halken 6 (Aschersleben)

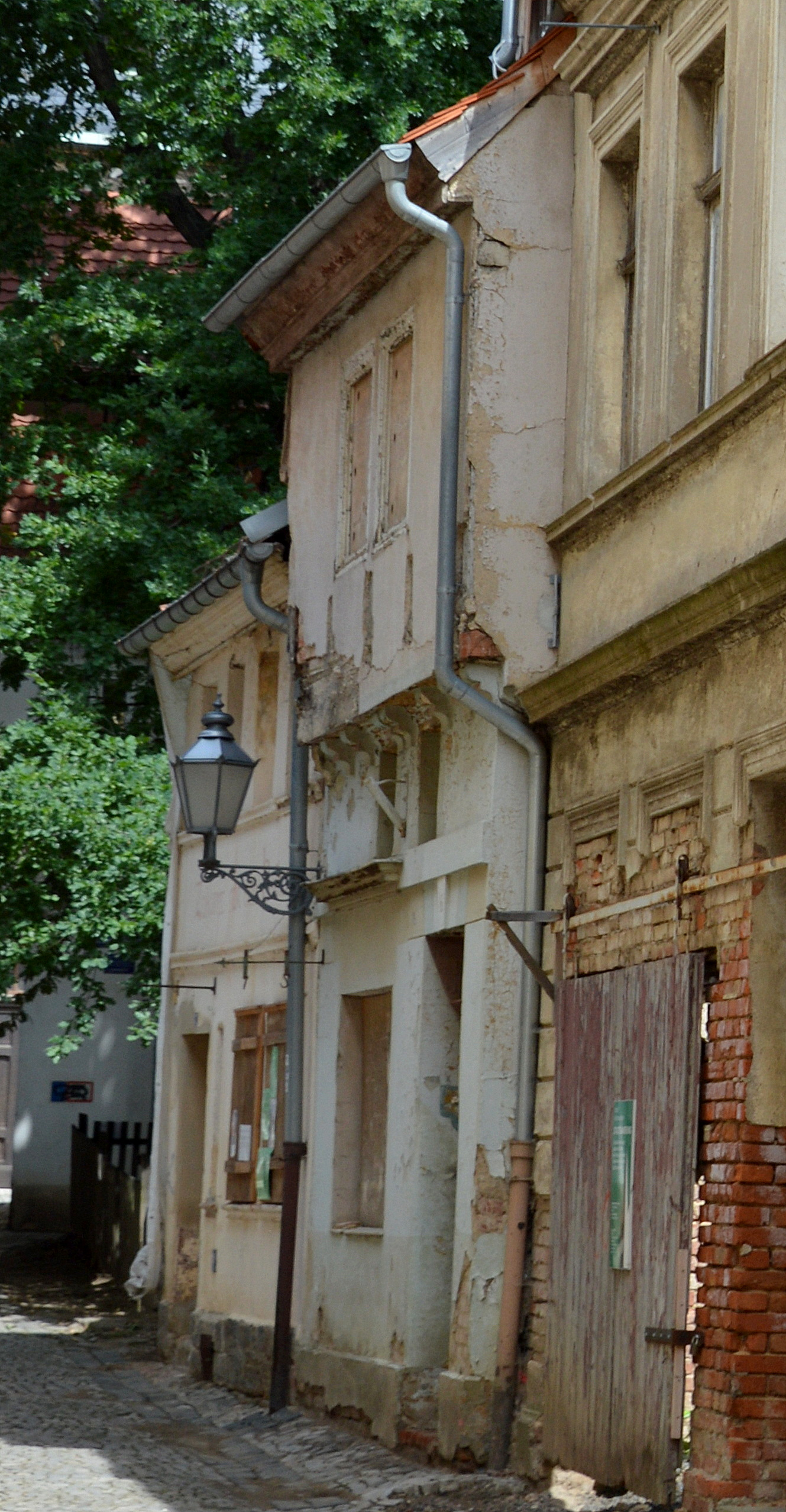
Großer Halken 6

Der Große Halken 6 ist ein denkmalgeschütztes Wohnhaus in Aschersleben in Sachsen-Anhalt.

## Lage
Es befindet sich im südlichen Teil der Aschersleber Innenstadt, südlich der Sankt-Stephani-Kirche, auf der Ostseite der als Denkmalbereich ausgewiesenen schmalen Gasse Großer Halken.

## Geschichte und Architektur
Das zweigeschossige Wohnhaus entstand vor dem Jahr 1800. Das Erdgeschoss wurde in massiver Bauweise errichtet und verfügt über ein flaches, nicht mehr als 70 Zentimeter hohes Zwischengeschoss. Ursprünglich befand sich dort ein Schlafraum, der nur kniend begehbar war. Das Obergeschoss des verputzten Gebäudes ist in Fachwerkbauweise erstellt und kragt über das Untergeschoss vor. Gestützt wird es durch profilierte Konsolen.
Im örtlichen Denkmalverzeichnis ist das Wohnhaus unter der Erfassungsnummer 094 80463 als Baudenkmal verzeichnet.